# Prosaptia capillipes
Prosaptia capillipes är en stensöteväxtart som först beskrevs av Carl Frederik Albert Christensen, och fick sitt nu gällande namn av Edwin Bingham Copeland. Prosaptia capillipes ingår i släktet Prosaptia och familjen Polypodiaceae. Inga underarter finns listade.